# ویلهلمسدورف (تورینگن)
ویلهلمسدورف (به آلمانی: Wilhelmsdorf) یک شهر در آلمان است که در Ranis-Ziegenrück واقع شده‌است. ویلهلمسدورف ۲۴۳ نفر جمعیت دارد.